# Maren Münke
Maren Münke (* 17. März 1943 in Hamburg) ist eine deutsche Juristin. Sie war von 1999 bis 2006 Richterin am Bundesgerichtshof.

## Leben und Wirken
Münke trat nach Abschluss ihrer juristischen Ausbildung 1969 in den Justizdienst der Freien und Hansestadt Hamburg ein und wurde dem Landgericht Hamburg zugewiesen. 1987 erfolgte ihre Ernennung zur Richterin am Hanseatischen Oberlandesgericht. Münke war zudem Mitglied des Disziplinarhofs Hamburg.
Nach ihrer Ernennung zur Richterin am Bundesgerichtshof im September 1999 wies das Präsidium Münke dem für das Gesellschaftsrecht zuständigen II. Zivilsenat zu. Münke trat am 31. März 2006 in den Ruhestand.